# Butterstadt

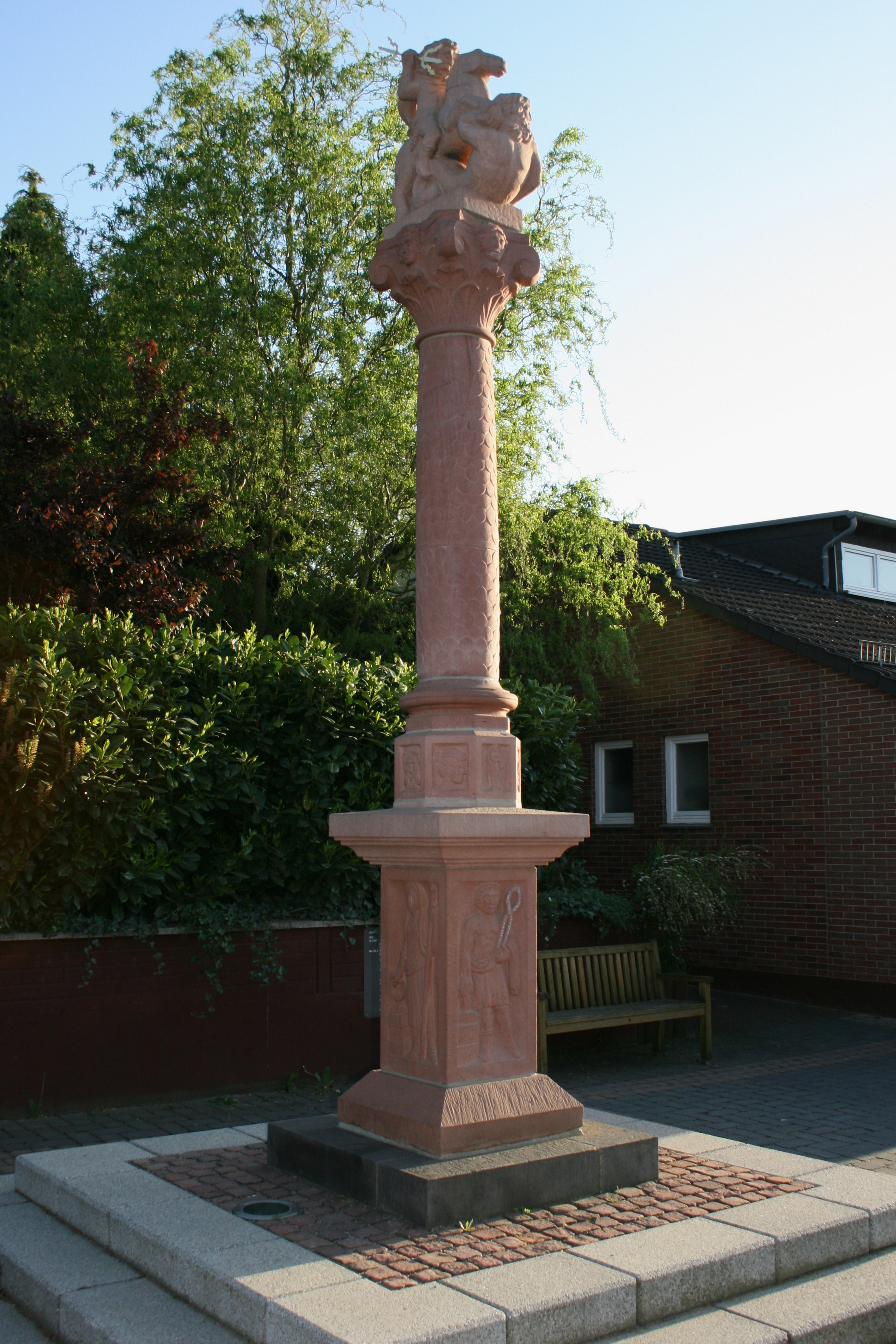
Nachbildung (2006 aufgestellt) der in Butterstadt gefundenen Jupitergigantensäule, Situation im Ort 2008.

Butterstadt ist ein Stadtteil der Stadt Bruchköbel im hessischen Main-Kinzig-Kreis.

## Geografische Lage
Butterstadt liegt auf einer Höhe von 154 m über NN 2,5 km nordöstlich von Roßdorf.

## Geschichte

### Ur- und Frühgeschichte
Ausgrabungen belegen, dass erste Siedlungen im Bereich von Butterstadt bereits in der Jungsteinzeit bestanden. Aus der römischen Kaiserzeit liegt der Fund einer Jupitergigantensäule vor. Eine Nachbildung des Fundes ist im Ort aufgestellt.

### Mittelalter
Die älteste erhaltene urkundliche Erwähnung stammt aus dem Jahr 850. Butterstadt wurde zunächst von Roßdorf aus verwaltet, da es sich im Besitz der dortigen Niederlassung der Antoniter befand. Die Höfe gehörten außerdem zur Pfarrei Roßdorf. Das Besthaupt hatten die Antoniter seit 1288 an das Kloster Seligenstadt abzuführen. Die Niederlassung der Antoniter wurde 1441 in das Antoniterkloster in Höchst verlegt.
Vom Kloster Seligenstadt, das sich in einer finanziellen Notlage befand, kaufte Graf Philipp I., der Jüngere von Hanau-Münzenberg Ende des 15. Jahrhunderts dessen gesamten Reliquienbestand. Der Erzbischof von Mainz erhob aber Widerspruch gegen diesen Verkauf und Graf Philipp I. musste die Reliquien wieder an das Kloster zurückgeben. Als Kompensation erhielt er eine Reihe von Dörfern und Rechten des Klosters Seligenstadt, darunter auch Butterstadt.

### Historische Namensformen

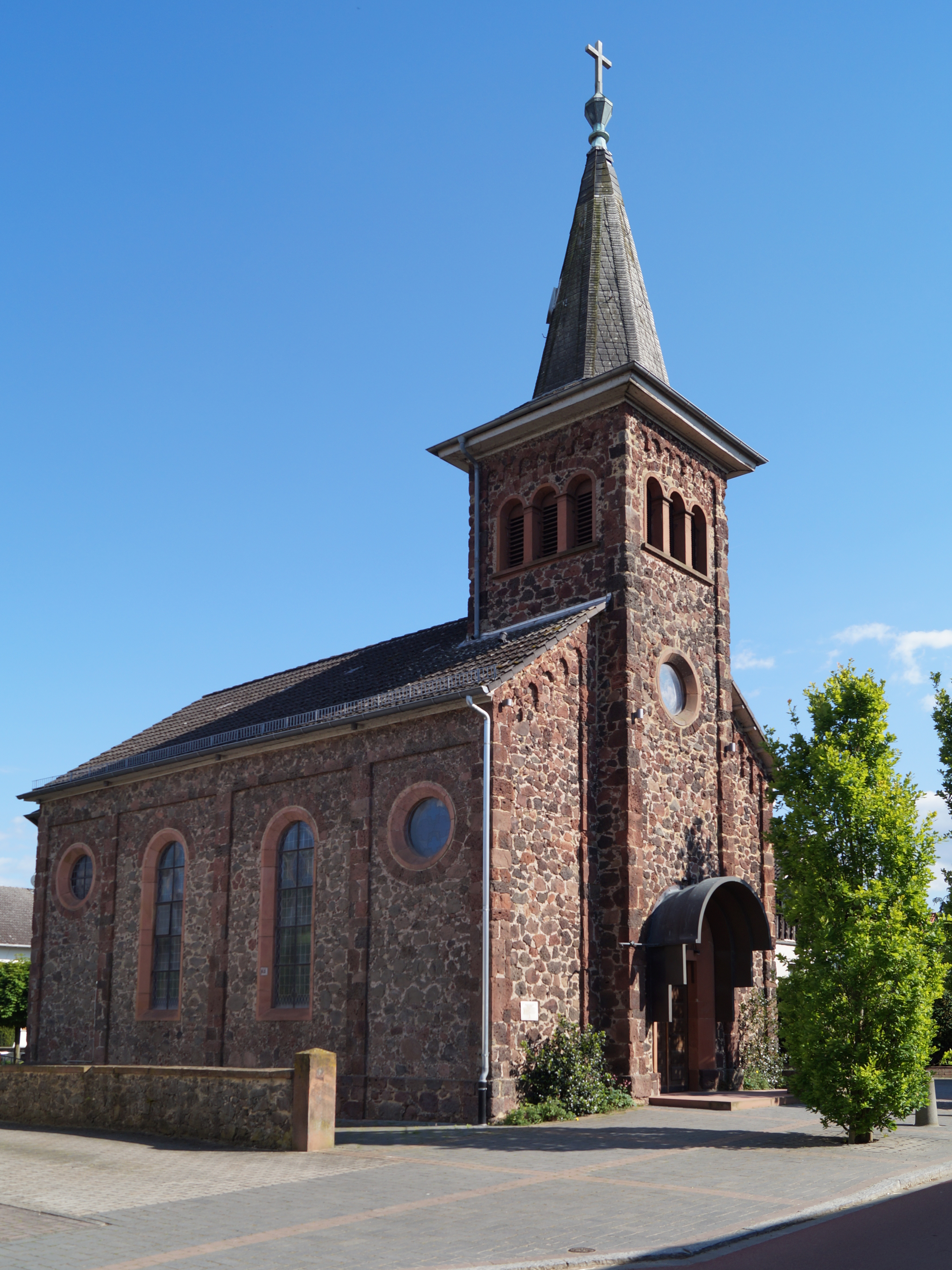
Bonifatiuskirche

In erhaltenen Urkunden wurde Butterstadt unter den folgenden Namen erwähnt (in Klammern das Jahr der Erwähnung):
- Butenestat (um 850)
- Boterstat (um 1000)
- Bodderstat (vor 1243)
- Boderstadt (1252)
- Buderstat (1272)
- Butterstädter Höfe

Der Name „Butterstadt“ leitet sich wahrscheinlich nicht von dem Milchprodukt ab. Nicht belegt werden kann eine Herkunft des Namens von Wodan. Die Bezeichnungen Dorf, Hof oder Höfe Butterstadt werden zu unterschiedlichen Zeiten verwandt.

### Neuzeit
In der Grafschaft Hanau-Münzenberg wurde der Ort in die Landeshoheit und in das Amt Büchertal eingegliedert. Jedoch blieb der Einfluss der Antoniter offenbar so groß, dass sich die Reformation, die in der übrigen Grafschaft erfolgreich war, hier nicht durchsetzen konnte: Butterstadt blieb römisch-katholisch. Eine römisch-katholische Kirche, Sankt Bonifatius, wurde ab 1866 errichtet, aber erst 1867 geweiht. Das Kirchenbauwerk steht im Eigentum der politischen Gemeinde, Stadt Bruchköbel.
Nach dem Tod des letzten Hanauer Grafen, Johann Reinhard III., erbte 1736 der Landgraf von Hessen-Kassel die Grafschaft Hanau-Münzenberg und damit auch die Butterstädter Höfe. 1803 wurde die Landgrafschaft Hessen-Kassel zum Kurfürstentum Hessen erhoben. Während der napoleonischen Zeit stand das Amt Büchertal und seine Dörfer ab 1806 unter französischer Militärverwaltung, gehörte 1807–1810 zum Fürstentum Hanau, und dann von 1810 bis 1813 zum Großherzogtum Frankfurt, Departement Hanau. Anschließend fiel es wieder an das Kurfürstentum Hessen zurück. Nach der Verwaltungsreform des Kurfürstentums Hessen von 1821, im Rahmen derer Kurhessen in vier Provinzen und 22 Kreise eingeteilt wurde, kam Butterstadt zum neu gebildeten Kreis Hanau.
Ab 1945 war Butterstadt eine selbstständige Gemeinde. Anlässlich der Gebietsreform in Hessen schloss sich Butterstadt am 31. Dezember 1971 mit anderen Gemeinden der Gemeinde Bruchköbel an. Butterstadt ist der kleinste Stadtteil mit insgesamt drei Straßen.

### Einwohnerentwicklung
Belegte Einwohnerzahlen sind:
- 1895: 012 Häuser mit 93 Bewohnern
- 1939: 075 Einwohner
- 1961: 120 Einwohner
- 1970: 113 Einwohner

## Wappen
Am 28. April 1965 wurde der Gemeinde Butterstadt im Landkreis Hanau, Regierungsbezirk Wiesbaden, ein Wappen mit folgender Blasonierung verliehen: In Gold drei rote Sparren belegt mit einem schwarzen Antoniuskreuz.

## Öffentliches Leben
Es gibt ein Dorfgemeinschaftshaus, eine Feuerwehrfahrzeughalle und einen Fußballplatz.
Die weit bekannte Butterstädter Kerb wurde in den letzten Jahren aus Kostengründen immer weiter verkleinert.
Dafür gibt es jedes Jahr die sogenannte Summerlounge auf dem Butterstädter Bolzplatz.